# Posidonija
Posidonija (oceanski porost, lat. Posidonia oceanica) je biljka iz skupine morskih cvjetnica. Poznatija je pod nazivima morska trava ili voga iako nije predstavnica vogovki, nego je nekada bila klasificirana u porodicu Zosteraceae. Dobila je ime po grčkom bogu mora Posejdonu.

## Opis
Poput pravih kopnenih biljaka, ima razvijen korijen, stabljiku, list i cvijet. Listovi su dugi 30-140 cm i do 1 cm široki, tamnozeleni, trakasto uski, na vrhu tupo ili blago zaobljeni, s 13-17 paralelnih žilica. Rastu u snopićima od 5-8 listova. U jesen stari listovi otpadaju. Često ih more u obliku smeđih nakupina izbaci na plaže. Posidonija ima puzave, položene stabljike (rizome) koje su korijenčićima pričvršćene uz podlogu. Rizomi rastu prosječnom brzinom do 6 cm godišnje, te na taj način tijekom desetljeća stvaraju debele slojeve zvane mattes. Cvate tokom jeseni i stvara plod sličan maslini koji nekoliko dana pluta na površini, a kada pukne sjemenka pada na morsko dno i iz nje nastaje nova biljka. Na taj način se posidonija može udaljiti i rasprostraniti, ali taj plod se stvara svega jednom u nekoliko godina. Češće se razmnožava nespolno, tako da širi podzemne stabljike kroz sediment ili zakorjenjavanjem otkinutih dijelova biljke. Gradi velike podmorske livade. Zbog konstantnog zatrpavanja sedimentom, podzemni korijeni su duboki i do nekoliko metara, a njihova se starost procjenjuje na nekoliko tisuća godina. Po tome je posidonija jedna od najdugovječnijih organizama Sredozemlja.
Osjetljiva je na pojačano taloženje, organska onečišćenja i promjene koje dovode do smanjenja prozirnosti mora.

## Stanište
Sedimentna dna zaštićenih uvala te područja prozirnog mora oko jadranskih otoka; od 5 do oko 40 m dubine.
Posidonija je endem Sredozemnog mora, a jedino u morima oko Australije žive dvije joj srodne vrste.

## Livade posidonije
Livade posidonije su pluća mora, jer obogaćuju more kisikom. Jedan četvorni metar livade posidonije proizvede dnevno do 14 litara kisika.
U njima živi, razmnožava se, lovi i skriva nekoliko stotina vrsta algi i životinja: rakovi, glavonošci, školjkaši, spužve, mahovnjaci, žarnjaci, krednjaci te više vrsta manjih i većih riba.
Svojim dugim listovima ublažuju nalet valova na obalu, pa tako sprečavaju eroziju tla, a njihovo korijenje svojim spletom učvršćuje sediment i tako sprečava njegovo odnošenje.

## Ugroženost i zaštita
Livade vrlo sporo rastu i još sporije se obnavljaju što ih čini posebno osjetljivima. Posebno ih ugrožava ribolov koćom i dinamitom, sidrenje, onečišćenje i gradnja u obalnom području te postavljanje kaveza za uzgoj ribe iznad njih. Procjene pokazuju da se površina koju pokrivaju livade posidonije smanjila za 5 % između 1910. i 1965. godine te da je do danas taj postotak narastao na 34 %.
Invazivne vrste tropskih algi roda Caulerpa, posebice Caulerpa taxifolia i Caulerpa racemosa, su izrazito velika opasnost za posidoniju.
Zbog važnosti livada ove morske cvjetnice te osjetljivosti i ugroženosti koja im prijeti, posidonija je u Hrvatskoj strogo zaštićena vrsta Zakonom o zaštiti prirode, dok je na europskoj razini štiti Direktiva o zaštiti prirodnih staništa i divlje faune i flore Europske unije.

## Srodne vrste
Osim posidonije u Jadranu postoje još tri vrste morskih cvjetnica:
- Cymodocea nodosa raste na pješčanom dnu do 10 metara dubine, preferira tople i sunčane obale. Razgranata je s listovima veličine do 30 cm od kojih svaka grana ima po nekoliko listova.
- Zostera noltii brojna je u plitkim lagunama u plićacima, često se nađe i van mora kod velikih oseka. Dužina listova može biti do 40tak cm.
- Zostera marina raste na muljevitim i pjeskovitim obalama kanala i boćatih voda. Većina ljudi zamjeni je za mladu posidoniju jer je slična, ali uža i manja.